# チャトチャック公園

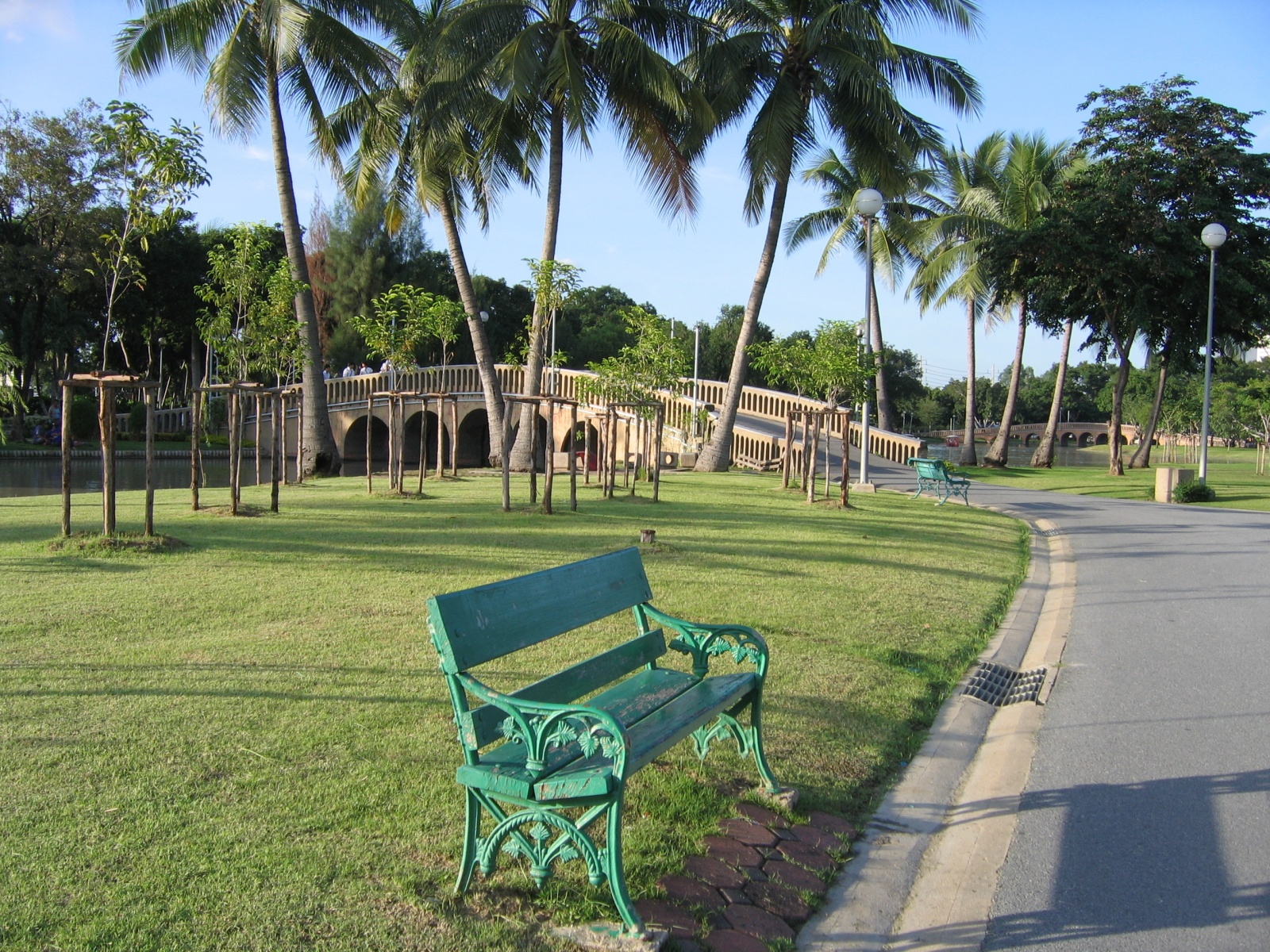
チャトチャック公園

チャトチャック公園 (Chatuchak Park)は、タイのバンコク・チャトゥチャック区にある公園。

## 概要
チャトチャック公園はバンコクで最も古い公園のひとつ。
1975年にタイ国鉄により土地が寄贈され、1980年12月4日に完成した。敷地面積0.304km²。人工の池に多くの橋が架けられているのが特徴。クイーン・シリキット公園とWachirabenchatat公園が隣接している。

## アクセス
- バンコク・メトロ チャトゥチャック公園駅
- バンコク・スカイトレイン モーチット駅